# Molin (Banat)
Pour les articles homonymes, voir Molin.
Molin (Молин) est un village de la région de Banat en Serbie. 

## Historique
Il a été fondé en 1832 pendant l'administration autrichienne, et a existé jusqu'en 1961.
En 1856 il avait 556 habitants. En 1918 il appartient au Royaume de Serbie. En 1953 la population était de 1 121 habitants.
Il a subi des inondations catastrophiques en 1956 et 1957 et a été abandonné en 1957. De nos jours l'emplacement de l'ancien village est appelé Molin Forest. Il est intégré à la municipalité de Nova Crnja.